# Ma’a Hui
Ma'a Hui (Maahui, Maahai) ist eine osttimoresische Aldeia im Suco Ritabou (Verwaltungsamt Maliana, Gemeinde Bobonaro). 2015 lebten in der Aldeia 545 Menschen.
Ma'a Hui liegt östlich des Zentrums des Sucos Ritabou, zwischen den Flüssen Bulobo (Buloho) im Süden und Biusosso im Norden, Nebenflüsse des Nunuras. Nördlich liegt die Aldeia Dai Tete und östlich die Aldeia Maganutu. Im Südwesten grenzt Ma'a Hui an den Suco Lahomea und im Südosten an den Suco Raifun. Im Westen befindet sich das Dorf Ma’a Hui.

## Politik
2023 wurde Jacob Armando zum Chefe de Aldeia gewählt.